# Agdistis clara
Agdistis clara là một loài bướm đêm thuộc họ Pterophoridae. Nó được tìm thấy ở Namibia, Botswana và Nam Phi.